# Andros (Řecko)
Andros (druhý pád Andru, řecky Άνδρος) je řecký ostrov v souostroví Kyklady, který leží v Egejském moři mezi jihovýchodním koncem ostrova Euboia a severozápadním koncem ostrova Tinos. Spolu se souostrovím Gavrionisia u jihozápadního pobřeží tvoří stejnojmennou obec (řecky Δήμος Άνδρου) jež je zároveň regionální jednotkou (řecky Περιφερειακή Ενότητα Άνδρου) spadající pod kraj Jižní Egeis.

## Geografie
Ostrov je druhý největší v Kykladách a třetí největší v kraji Jižní Egeis. Mezi všemi řeckými ostrovy mu patří 12. místo. Od ostrova Euboia ho odděluje 11 km široký a 400 m hluboký průliv Kafirea a od ostrova Tinos 1,5 km široký průliv. Ostrov má protáhlý tvar od severozápadu k jihovýchodu v délce 39,8 km. V jeho středu dosahuje šířka 16,7 km. Jediné ostrůvky u pobřeží se nacházejí v zátoce u vesnice Gavrio. Tvoří souostroví Gavrionisia a jejich celková rozloha je 0,3 km². Nejvyšším pohoří na ostrově je v centrální části a zvedá se do výšky 994 m nejvyšším vrcholem Petalo. V severní části ostrova je nejvyšší Agii Saranda (718 m) a v jižní části Gerakones (685 m), Tsirovlidi (726 m) a Rachi (682 m). Délka pobřeží činí 177 km.

## Obyvatelstvo
V obci a tedy i v regionální jednotce v roce 2011 žilo 9221 obyvatel, což je také počet obyvatel hlavního ostrova. Největším městem a sídlem obce a regionální jednotky je Andros a přes tisíc obyvatel má ještě Mpatsi. Obec Andros se člení na tři obecní jednotky, které se dále skládají z komunit a ty z jednotlivých sídel, tj. měst a vesnic. V závorkách je uveden počet obyvatel obecních jednotek a komunit.
- Obecní jednotka Andros (3901) o rozloze 102,756 km² — komunity: Andros (1665), Apoikia (259), Lamyra (381), Mesaria (981), Pitrofos (330), Stenies (210), Vourkoti (75).
- Obecní jednotka Korthio (1948) o rozloze 81,918 km² — komunity: Kapparia (127), Kochylos (87), Korthio (636), Ormos Kortiou (700), Palaiokastro (233), Syneti (165).
- Obecní jednotka Ydrousa (3372) o rozloze 195,367 km² — komunity: Ammolochos (61), Ano Gavrio (139), Aprovatou (267), Arni (110), Fellos (151), Gavrio (957), Katakoilos (134), Makrotantalo (182), Mpatsi (1156) Palaiopoli (159), Vitali (56).